# 941-es tervszámú tengeralattjáró
Ez a szócikk a NATO-kód szerinti Typhoon-osztályról szól.
A 941-es tervszámú tengeralattjáró (NATO-kódja: Typhoon osztály, magyarosan: Tájfun osztály) szovjet gyártású ballisztikusrakéta-hordozó atommeghajtású tengeralattjáró.  A típus a világ legnagyobb tengeralattjárója, hossza meghaladja a 170 métert, szélessége a 22 métert, vízkiszorítása merüléskor a 48 000 tonnát. Az osztályból hat példányt építettek, 2009 elején már csak egy példány állt aktív szolgálatban, a Typhoon-osztályt várhatóan lecserélő Borej osztály által szállítandó 3M30 Bulava rakéta tesztelésére.
A Typhoon osztályt várhatóan leváltó Borej osztály első tagját, a Jurij Dolgorukij-t már vízre bocsátották. A 170 méter hosszú, 10 méter átmérőjű és merüléskor 17 000 tonna vízkiszorítású tengeralattjáró legalább 25 csomós (46 km/h) csúcssebességre képes, fedélzetén 130 emberrel és Bulava ballisztikus rakétákkal.
A Typhoon-osztály maradék két hajója, a TK–17 és a TK–20 sorsa még ismeretlen. Elképzelhető, hogy ezeket később szintén átépítik Bulava rakéták hordozására, vagy pedig robotrepülőgép-hordozóvá alakítják.

## Története
Az 1970-es évek elején az Amerikai Egyesült Államok egy ambiciózus ballisztikusrakéta-fejlesztési programba kezdett, melynek célja egy legalább 7000 km hatótávolságú, szilárd hajtóanyagú, tengeralattjáróról indítható rakéta volt. Az új Trident ballisztikus rakéta hordozására létrehozták az Ohio osztályú tengeralattjárót, amely 24 rakétát tudott szállítani. A típusból megrendelt 34 hajóból végül 18 készült el. Az új Ohio osztály képességei messze meghaladták a Yankee és a Delta osztályú szovjet rakétahordozók képességeit, ezért a fenyegetésre válaszul a szovjet vezetés új típusú tengeralattjáró kifejlesztését határozta el.
A hajó harcászati-műszaki paramétereit 1972 decemberében határozta meg a szovjet katonai vezetés. Egy évvel később, 1973. december 19-én a projektet kormányhatározatban elfogadták, és egy új rakéta kifejlesztését is eldöntötték. A tengeralattjáró kifejlesztésével a Rubin tervezőirodát bízták meg, a tervezést Szergej Kovaljov főkonstruktőr irányította. A 3M65, 3M20 és 3R65 GRAU-kódú rakéták tervezését 1973-ban kezdték el az SZKB‑385 tervezőirodában.

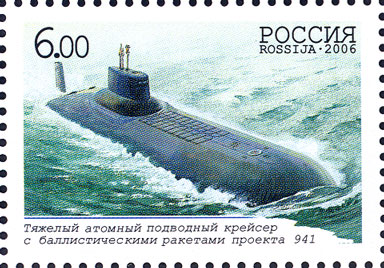
Projekt 941 atommeghajtású tengeralatti rakétahordozó nehézcirkáló - az orosz flotta századik évfordulójára kibocsátott bélyegen (2006)

A tengeralattjáróval szemben támasztott feltételrendszer eközben tovább fejlődött. Az új tengeralattjárónak a Jeges-tenger helyenként 2,5 méteres vastagságot meghaladó jégrétegeit is áttörve kellett rakétaindítási pozícióba kerülnie, víz alól és vízfelszínről is kellett rakétát indítania, valamint kiemelkedő érzékenységű hidro-akusztikus rendszerrel kellett rendelkeznie. Az R–39 rakéta haditengerészeti bevezetéséhez a 629-es (Golf osztályú) K-153 jelzésű dízel-elektromos tengeralattjárót 1976-ban átalakították a 619-es típusúvá (Golf V). A rakétát 1984-ben állították hadrendbe.
Hírszerzési forrásokból a szovjetek megtudták, hogy az amerikai haditengerészet különösebb nehézségek nélkül volt képes a Yankee-osztályú ballisztikus rakéta-hordozó tengeralattjárókat nyomon követni, ezért a Projekt 941 számára elsőrangú feladatként jelölték meg a csendes üzemeltetést. Ez már csak azért is lett fontos, mert az amerikaiak és a britek a GIUK-átjáróban kiépítették a SOSUS hidrofon-rendszert, mely segítségével pontosabban felmérhették, hogy a Fehér-tengerről és a Balti-tengerről milyen útvonalakon szoktak a szovjet tengeralattjárók az Atlanti-óceánra kifutni. Szükségessé vált tehát a szovjet nukleáris doktrína felülvizsgálata, mely az alábbi két főbb opciót tartalmazta:
- a ballisztikus rakéták hatósugarának megnövelésével a tengeralattjárók minél közelebb maradhatnak a Szovjetunió felségvizeihez; és
- gyorsabb és csendesebb, harmadik generációs rakéta-hordozó és vadásztengeralattjárók kifejlesztése.

A TK-208, a Typhoon-osztály első tagjának építésében 1219 személy vett részt közvetlenül, és több mint ezer vállalat dolgozott az alkatrészek és alrendszerek fejlesztésén és gyártásán.

## Felépítése

1 - külső hajótest; 2 – 533 mm-es elülső torpedóvető csövek; 3 - nyomásálló belső hajótest; 4 - behajtható mélységi kormánylapátok; 5 - menekülőnyílások; 6 - torpedókamra; 7 - szonárkamra; 8 - R-39 ballisztikus rakétaindító konténerek; 9 - vezérlőközpont; 10 - menekülőkamra; 11 - periszkópok és antennák; 12 - fedélzeti felépítmény; 13 - rádiótechnológiai és fegyverzeti helyiség; 14 - reaktorkamra; 15 - a reaktorkamra technológiai nyílásai; 16 - oldalkormányt és hajócsavarokat védő jégtörő; 17 - turbinakamra; 18 - gépterem, 19 - hidrodinamikai érzékelő; 20 - megerősített oldalkormány borítás; 21 - oldalkormány-lapátok; 22 - védőtokozott hajócsavarok; 23 - mélységi kormánylapátok; 24 - szonár; 25 - mélységi kormány vezérlő; 26 - rakétakamrák; 27 - túlélőkamrák; 28 - nukleáris reaktor; 29 - propellerek kardántengelyei; 30 - megerősített mélységi kormánylapát borítás; 31 - megerősített orrmodul; 32 - megerősített jobb oldali hajótest; 33 - megerősített bal oldali hajótest; 34 - megerősített központi modul; 35 - megerősített farmodul; 36 - gyorsmerülő tartály
i - parancsnoki periszkóp; ii - általános periszkóp; iii - rádióiránytű; iv - radarantenna, v - műholdantenna; vi-viii - rádióantennák; vii - kereső periszkóp; ix - műholdas helymeghatározó rendszer antennája; x - passzív szonár érzékelői

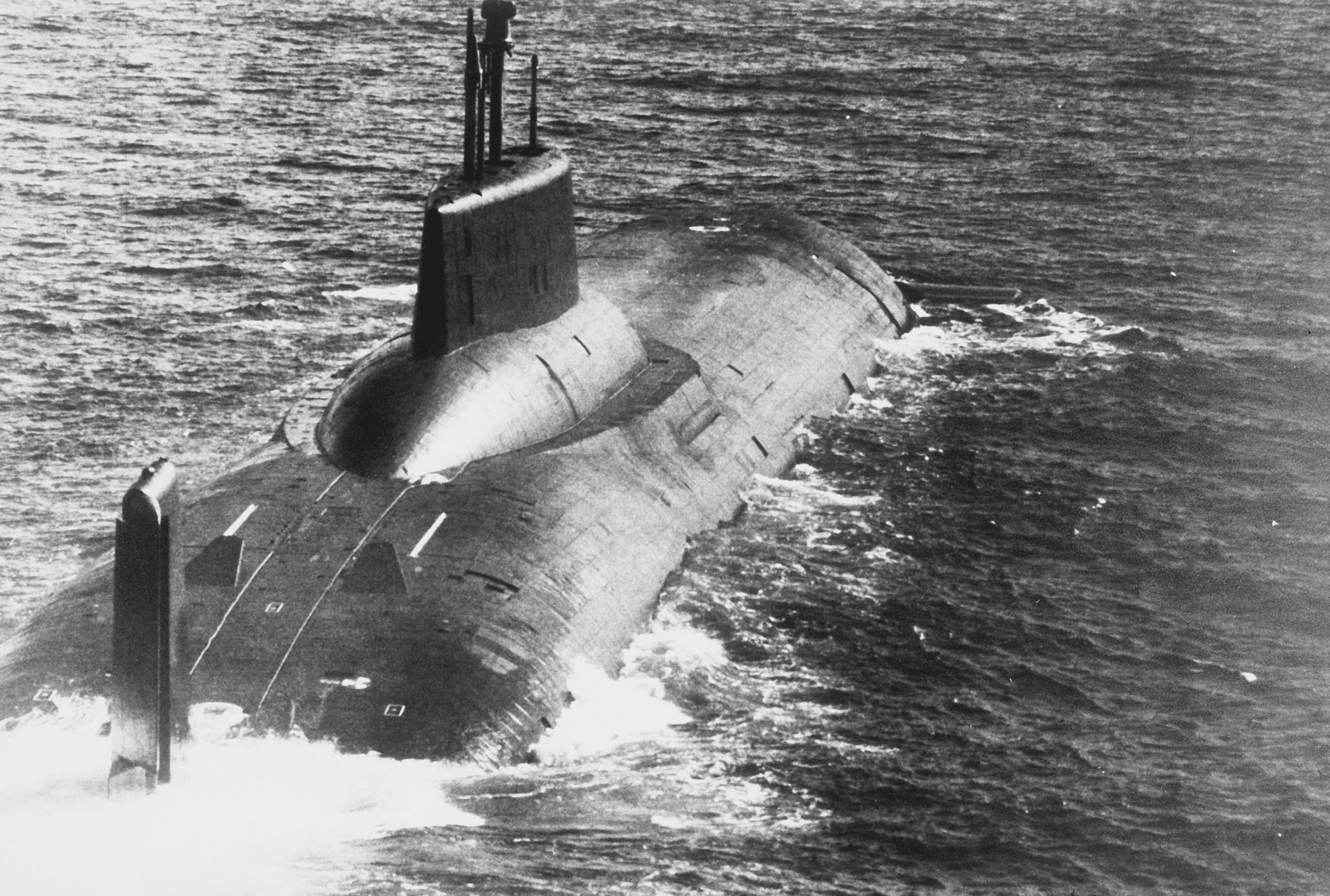
A TK-202 1985. május 1-jén

A Typhoon-osztály tengeralattjárói két, egyenként 7,2 méter átmérőjű, vízszintesen egymás mellé épített, Delta-osztályú tengeralattjáró hajótestéből, továbbá három kisebb, szintén nyomásálló törzsből állnak. A törzs felépítése egy katamaránra hasonlít, és az összesen 19 nyomásálló szekciónak köszönhetően a legénység számára lényegesen biztonságosabb, mint a hagyományos, egyfalú tengeralattjárók. A parancsnoki torony két oldalán menekülőkamrák találhatók, amelyekben az egész legénység elférhet. A Papa-osztályú és az Alfa-osztályú tengeralattjárók építésénél szerzett tapasztalatok alapján a torpedókamra és a vezérlőközpont kemény héját titánból építették, ezzel csökkentve a Typhoon mágneses észlelhetőségét. Az orrban található mélységi kormánylapátok a jég áttöréséhez a törzsbe hajthatók.
A szovjetek a korábbi rakéta-hordozó tengeralattjárókhoz képest a Typhoont lényegesen jobb minőségű passzív szonár rendszerekkel látták el, többek között az Ohio-osztálynál is használt vontatott szonárral. Ezzel a technológiával a szovjetek behallgathattak a tengeralattjáró hátsó, a törzs és csavarok miatt az oldalra hallgató passzív szonár "süket" területekbe is.
A Hotel-osztályú tengeralattjáró spártai pusztaságához képest az Typhoon-osztályt már a legénység komfortjának figyelembe vételével rendezték be. A tisztek tágas kabint kaptak; két, egyenként kétméteres mélységű uszodát is kialakítottak; a pihenőszobában televízió és légkondicionáló is volt; a dohányosoknak külön kabint jelöltek ki; volt még ezen túl szauna, szolárium és edzőterem is. Az Oscar-osztályú tengeralattjárók is hasonlóan kényelmes berendezést kaptak - ezeknek köszönhetően a legénység figyelme a 3-4 hónapig tartó bevetések bezártsága ellenére sem lankadt.
Bár a Typhoon-osztály számára is előírták az ilyen hosszú ideig, legalább 120 napig tartó bevetéseket, a két hónapnál tovább tartó küldetések főleg logisztikai okokból ritkának számítottak.
A rakétaindító silók a parancsnoki torony előtt, a két hajótörzs közötti résben helyezkednek el. A Typhoon ebből a szempontból is unikumnak számít: a többi rakétahordozó tengeralattjárónál a rakéták a parancsnoki torony mögött találhatók.
A 20 darab R-39 (SS-N 20 „Sturgeon”) rakéta hatósugara 11 000 km, és mindegyik 10 darab, egyéni irányítású robbanófejet hordoz (MIRV), egyenként 100 kilotonna robbanóerővel.

## Építése, elkészült példányok
A szovjet időkben a hajóknak csak sorozatszámot adtak, nevet nem. A hat megépített hajóból legtovább, 2023-ig a Dimitrij Donszkoj volt aktív szolgálatban. A TK–202-t és a TK–12-t szétbontották, a maradék három hajót tartalékba helyezték.
A hajók építését a szeverodvinszki Északi Gépgyár (Szevmas) végezte. A típus befogadásához először meg kellett építeni a világ legnagyobb fedett szárazdokkját. Ezekben 1977 márciusa és 1986 augusztusa között itt gyakorlatilag megszakítás nélkül a 941-es típusú hajókat építették. A tengeralattjárók magas költsége miatt először hét, majd később hat egység megépítése mellett döntöttek.
| Hadrendi jelzése és neve | Építés kezdete               | Vízrebocsátás        | Szolgálatba állítás | Jelenlegi állapot                                                |
| ------------------------ | ---------------------------- | -------------------- | ------------------- | ---------------------------------------------------------------- |
| TK–208 Dmitrij Donszkoj  | 1977. március 3.             | 1980. szeptember 23. | 1981. december 12.  | 2023-ban kivonták                                                |
| TK–202                   | 1980. október 1.             | 1982. április 26.    | 1983. december 28.  | 1995-ben kivonták a szolgálatból, 2003‑2005 között szétbontották |
| TK–12 Szimbirszk         | 1982. április 27             | 1983. december 1.    | 1984. december 27.  | 1996-ban kivonták a szolgálatból, 2006-ban szétbontották         |
| TK–13                    | 1984. január 5.              | 1985. február 21.    | 1985. december 29.  | 1998-ban kivonták a szolgálatból, 2007-ben szétbontották         |
| TK–17 Arhangelszk        | 1985. február 24.            | 1986. augusztus      | 1987. november 6.   | Kivonva. Szétbontását tervezik.                                  |
| TK–20 Szeversztal        | 1987. január 6.              | 1988. június         | 1989. szeptember    | Kivonva. Szétbontását tervezik.                                  |
| TK–210                   | Az építését nem fejezték be. |                      |                     | A hajótest egy része készült el, melyet 1990-ben szétbontottak.  |